# Maurits Verveer
Moses Leonardus (Maurits) Verveer (Den Haag, 7 mei 1817 - aldaar, 23 maart 1903) was een Nederlandse kunstschilder en fotograaf.

## Leven en werk
Verveer was een zoon van winkelier Leonardus Moses Verveer en Carolina Elkan. Hij ontving een opleiding tot kunstschilder. Ook zijn broers Salomon en Elchanon werden schilders. Verveer maakte veelal marines en Scheveningse strandgezichten.
In 1857 opende hij zijn Etablissement van photograpische portretten. Aangenomen wordt dat hij de overstap naar fotografie maakte omdat de inkomsten als schilder tegenvielen. Hij zou inderdaad meer gaan verdienen dan zijn schilderende broers. Hij legde zich toe op het fotograferen van bekende personen. In 1861 gaf hij het 'Album van onze tijdgenooten op het gebied van Kunsten en Wetenschappen' uit, waarin hij zestig portretten had samengebracht van hoogleraars en kunstenaars. Hij fotografeerde ook leden van het koninklijk huis en ontving in 1863 een geschenk van koningin Sophie, als dank voor zijn werk. Hij mocht zich het jaar erop 'photograaf van Z.M. den Koning der Nederlanden' en nog een jaar later 'photograaf van Z.M. den Koning der Nederlanden en H.M. de Koningin' noemen. Hij maakte de eerste officiële foto van prinses Wilhelmina, bijna twee maanden na haar geboorte.
Verveer was lid van de Pulchri Studio, waarvan zijn broer Salomon president is geweest. Toen hij bijna 75 was, sloot hij zijn fotostudio en deed hij als schilder weer mee aan diverse exposities. Hij overleed in 1903, op 85-jarige leeftijd.

## Werken (selectie)

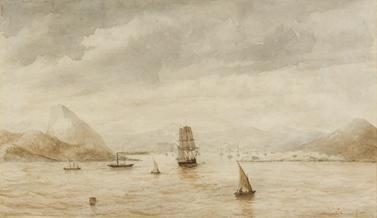
Rio de Janeiro (1850)
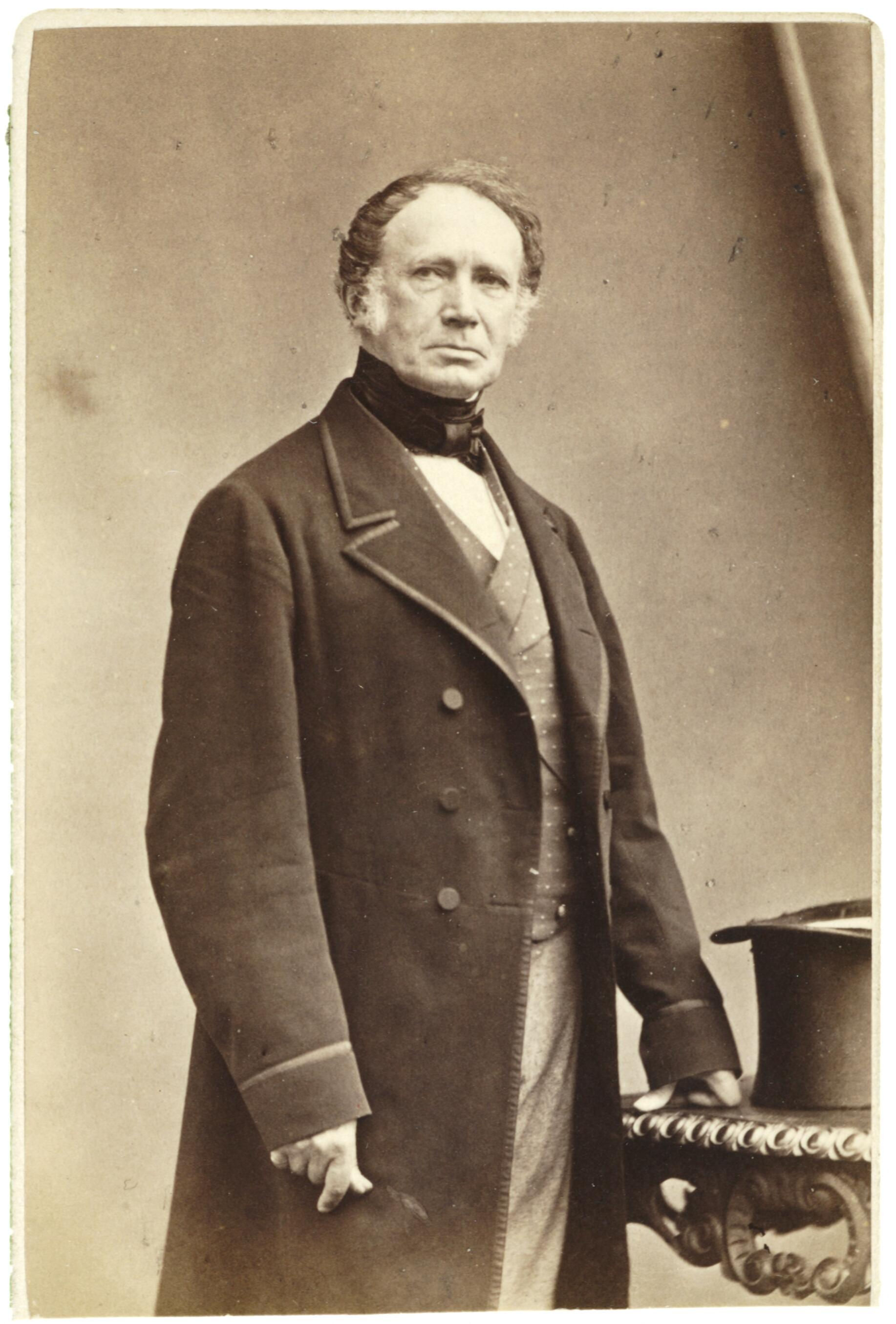
Portret van prins Frederik
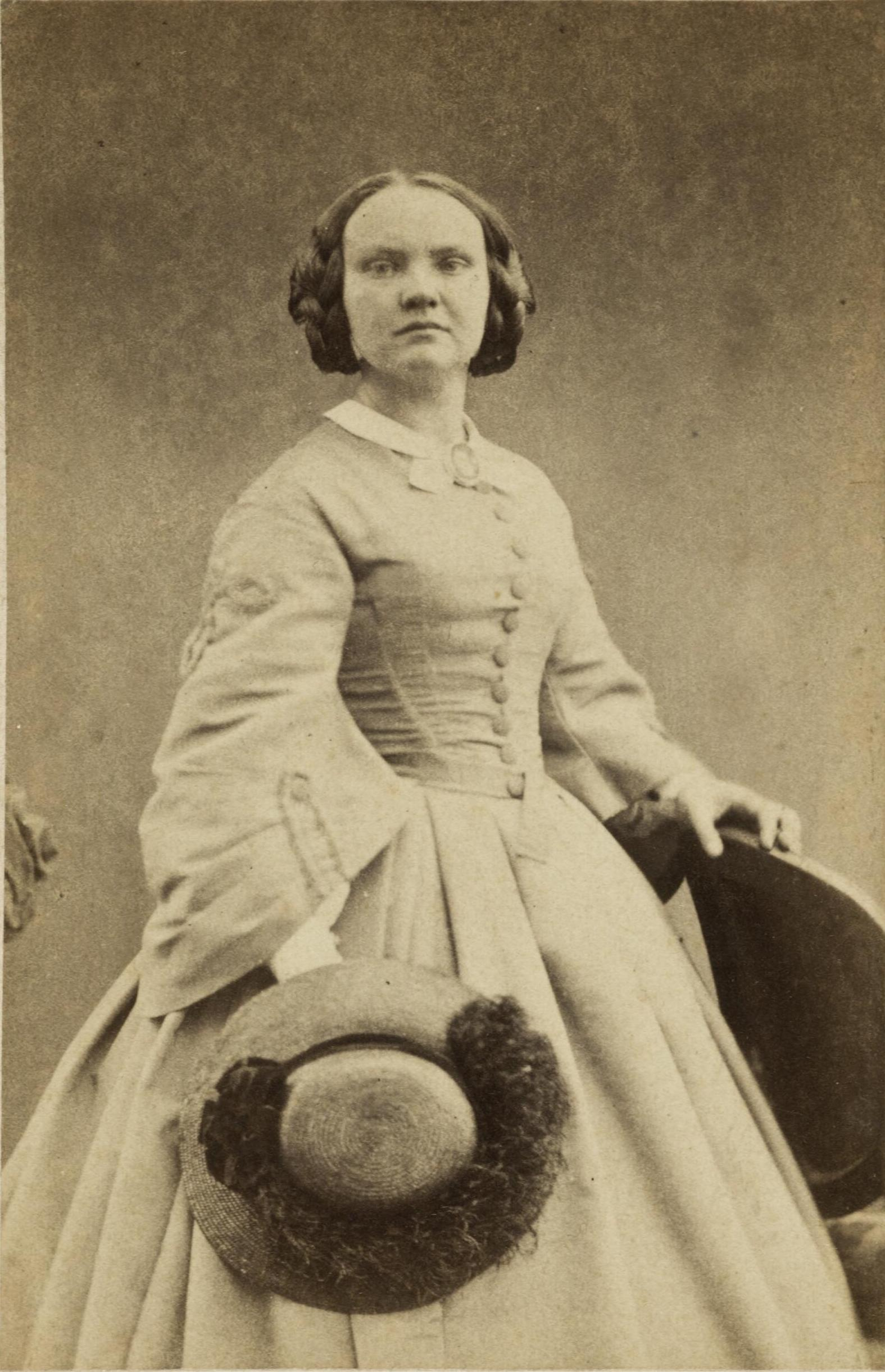
Portret van Marie Bilders-van Bosse
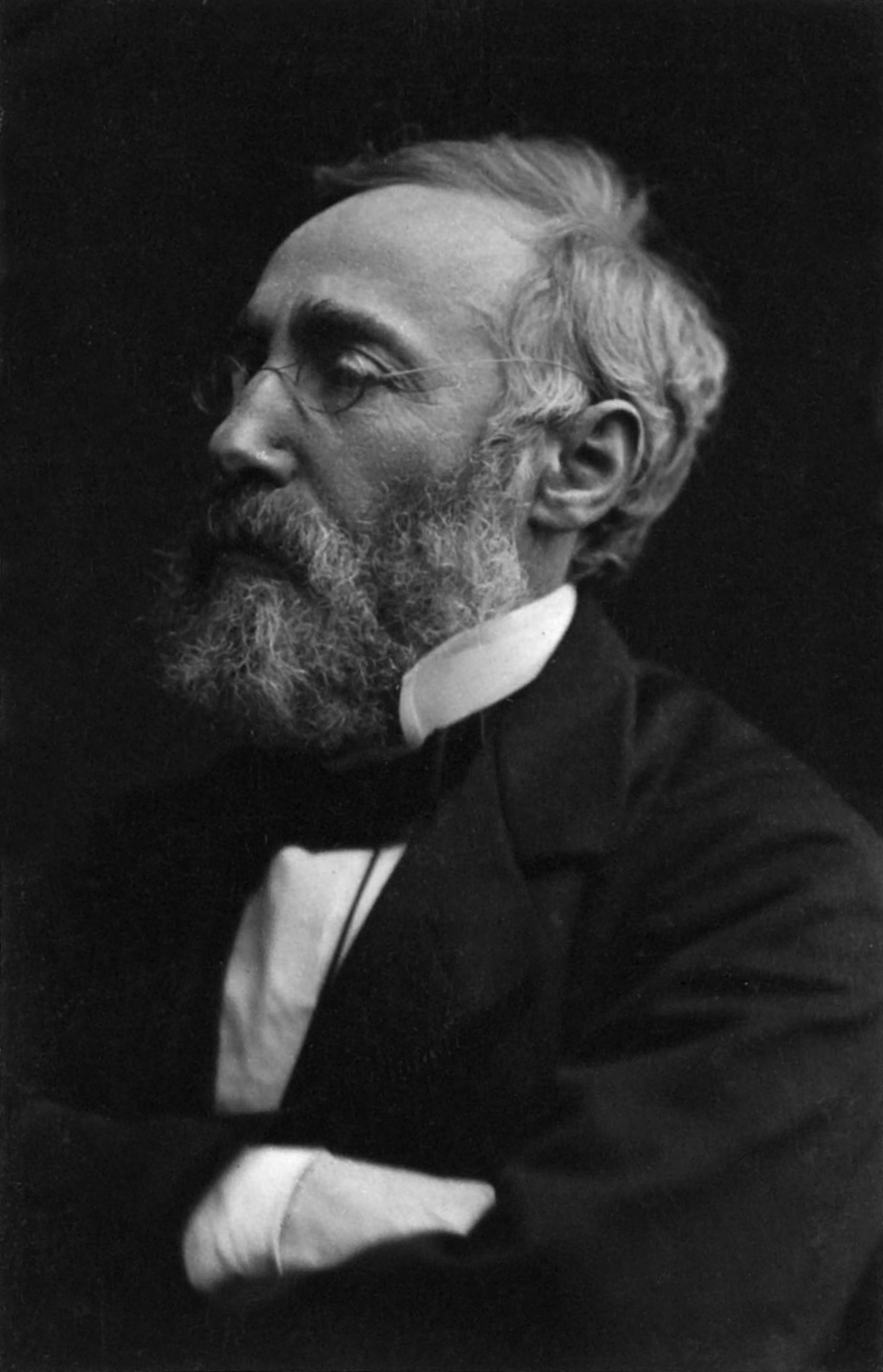
Portret van Jozef Israëls